# Phi trường München-Riem
Phi trường München-Riem (tiếng Đức: Flughafen München-Riem) đã từng là phi trường quốc tế của München, thành phố lớn thứ ba của Đức. Nó được khai mạc vào tháng 9 năm 1939, đã đóng cửa làm việc vào ngày 16 tháng 5 năm 1992, một ngày trước khi phi trường mới, Sân bay quốc tế München Franz Josef Strauss bắt đầu hoạt động. Phi trường này nằm gần làng Riem thuộc quận Trudering-Riem ở khu vực phía đông của München. Nơi đây đã diễn ra thảm hoa hàng không Munchen vầ là tổn thất rất nặng nề của đội bóng Manchester United.
Vùng này sau đó phát triển thành khu dân cư Messestadt Riem, gồm có khu nhà ở, trung tâm mua sắm, khu vực giải trí và một trung tâm hội họp và hội chợ chính của München.